# Rhinopomastus
Rhinopomastus é um gênero de aves da família Phoeniculidae, vulgarmente conhecidos como zombeteiros.
As seguintes espécies são reconhecidas:
- Zombeteiro-preto Rhinopomastus aterrimus (Stephens, 1826)
- Bico-de-cimitarra Rhinopomastus cyanomelas (Vieillot, 1819)
- Bico-de-cimitarra-da-abissínia Rhinopomastus minor (Rüppell, 1845) [3]